# Hôtel des Trésoriers de France
Pour les articles homonymes, voir Palais Jacques-Cœur (Bourges).
L'hôtel des Trésoriers de France ou hôtel de Lunaret, dit aussi palais Jacques-Cœur de Montpellier, est situé entre la rue des Trésoriers-de-France et la rue Jacques Cœur. Il est l'un des plus anciens hôtels particuliers de cette ville.

## Historique
Cette demeure fut le pied-à-terre des souverains en visite en Languedoc : François Ier en 1537, Henri de Navarre en 
1632, Anne d'Autriche et d'autres y séjournèrent.
Il a été bâti pour Jacques Cœur vers 1448 par l'architecte Simon de Beaujeu, au moment où le grand argentier de Charles VII choisit Montpellier pour en faire le centre de ses activités commerciales. 
Il abrite ensuite, au XVe et XVIe siècles la Cour des Aides, puis la Chambre des Comptes.
Contrairement à ce qui est souvent écrit, Louis XIII n'est pas venu logé dans l'hôtel après la prise de Montpellier, en 1622, mais dix ans plus tard, en 1632. Louis XIII y logea durant douze jours avant de se rendre à Toulouse pour réprimer la révolte de son frère, le duc d'Orléans, et Henri II de Rohan. Il a été la résidence du marquis de Valençay, gouverneur du Languedoc de 1622 à 1626 après le siège de Montpellier. L'hôtel a longtemps appartenu à la famille de Jean Gaudette, seigneur d'Urcières et de Castelnau, avant de passer par mariage au conseiller Pierre Dampmartin
Il est acquis par les trésoriers et grands voyers de France en 1632. Il est presque entièrement reconstruit à partir de 1676 par Ponce Alexis de La Feuille, ingénieur du roi, inspecteur des travaux du canal royal du Languedoc, assisté du maître maçon Antoine Arman. Il se caractérise par l'absence de façade extérieure, peut-être pour ne pas attirer l'attention du dehors alors que la paix n'était pas encore entièrement assurée. Par ailleurs, Alexis de La Feuille a développé dans ses constructions des dispositions inspirées de ce qui se faisait en région parisienne. Il a choisi de construire une façade imposant donnant sur la cour rectangulaire. Elle est constituée de deux colonnades superposées occupant route la largeur de la cour. Derrière les colonnes, de style dorique au rez-de-chaussée, corinthiennes au premier étage, se trouve un grand escalier donnant sur une loggia au premier étage. Au second étage les colonnes sont remplacées par des pilastres au milieu desquels se trouve une fenêtre au centre et soleils sculptés de part et d'autre avec une banderole sur laquelle est sculptée la devise nec pluribus impar. Ces dispositions sont reprises à l'hôtel de ville de Beaucaire par Alexis de La Feuille. Le dôme que surmontait l'édifice a été remplacé par un étage qui rompt avec cette façade harmonieuse. Jean de Troy a peint un plafond sur le thème la « Découverte de la Vérité par la Justice ».
L'hôtel est acheté au lendemain de la Révolution par Jean-Jacques Tandon qui le céda en 1826 à François-Xavier de Lunaret, grand-père d'Henri de Lunaret. L'hôtel est propriété de la famille de Lunaret au XIXe siècle et au début du XXe siècle.
Il appartient, depuis un legs reçu en 1910 d'Henri de Lunaret, à la Société archéologique de Montpellier qui y a installé, en 1992, le musée languedocien présentant au public d'importantes collections rassemblées depuis sa création en 1833, qui s'étendent de la préhistoire au XIXe siècle.
Le 11 mars 1931, l'hôtel des Trésoriers de France est classé parmi les monuments historiques, à l'exception de son attique.

## Description
Situé dans le quartier de l'Écusson, l'hôtel des Trésoriers de France demeure entre deux rues parallèles portant le nom de ses propriétaires : no 7 de la rue Jacques-Cœur (anciennement rue Sainte-Foy) et no 5 de la rue des Trésoriers-de-France (anciennement rue Embouque d'Or).
Cette demeure aristocratique déploie ses fastes sur trois étages.